# Teorema de la inversa acotada
En matemáticas, el teorema inverso acotado (también llamado teorema de aplicación inversa o teorema del isomorfismo de Banach) es un resultado de la teoría de operadores lineales acotados sobre espacios de Banach.
Afirma que un operador lineal acotado bijective T de un espacio de Banach a otro tiene una aplicación inversa acotada T−1. Es equivalente tanto para el teorema de la aplicación abierta como para el teorema de la aplicación cerrada.

## Generalización
| Teorema Si A : X → Y es una biyección lineal continua de un espacio vectorial topológico pseudometrizable completo (EVT) a un EVT de Hausdorff que es un espacio de Baire, entonces A : X → Y es un homeomorfismo (y por lo tanto, un isomorfismo de EVT). |

## Contraejemplo
Este teorema puede no ser válido para espacios normados que no están completos.
Por ejemplo, considere el espacio X de sucesiones x : N → R con solo un número finito distinto de cero términos equipados con la norma del supremo. La aplicación T : X → X definido por
{\displaystyle Tx=\left(x_{1},{\frac {x_{2}}{2}},{\frac {x_{3}}{3}},\dots \right)}
es acotado, lineal e invertible, pero T−1 es ilimitado.
Esto no contradice el teorema de la inversa acotada, ya que X no es completo y, por tanto, no es un espacio de Banach.
Para ver que no es completo, considérese la secuencia de secuencias x(n) ∈ X dada por
{\displaystyle x^{(n)}=\left(1,{\frac {1}{2}},\dots ,{\frac {1}{n}},0,0,\dots \right)}
converge como n → ∞ a la secuencia x(∞) dada por
{\displaystyle x^{(\infty )}=\left(1,{\frac {1}{2}},\dots ,{\frac {1}{n}},\dots \right),}
que tiene todos sus términos distintos de cero y, por lo tanto, no se encuentra en X.
La completación de X es el espacio {\displaystyle c_{0}} de todas las secuencias que convergen a cero, que es un subespacio (cerrado) de un espacio ℓp ℓ∞(N), que es el espacio de todas las secuencias acotadas.
Sin embargo, en este caso, la aplicación T no es sobre, y por tanto, no es una biyección. Para ver esto, basta con observar que la secuencia
{\displaystyle x=\left(1,{\frac {1}{2}},{\frac {1}{3}},\dots \right)},
es un elemento de {\displaystyle c_{0}}, pero no está en el rango de {\displaystyle T:c_{0}\to c_{0}}.